# 南海海洋所菌属
南海海洋所菌属（学名：Sciscionella）是伪诺卡氏菌科下的一个属。

## 下属物种
本属包括以下物种：
- Sciscionella ella
- Sciscionella marina Tian et al., 2009